# بحران بانکی اروگوئه سال ۲۰۰۲
بحران بانکی اروگوئه سال ۲۰۰۲ (انگلیسی: 2002 Uruguay banking crisis)یک بحران بزرگ بانکی بود که در ژوئیه ۲۰۰۲ در اروگوئه اتفاق افتاد. در این میان، هجوم گسترده به بانک‌ها توسط سپرده گذاران و بیشتر آنها از کشور همسایه آرژانتین باعث شد که دولت عملیات بانکی را مسدود کند. این بحران به دلیل کوچک شدن قابل توجه اقتصاد اروگوئه و وابستگی بیش از حد به آرژانتین (گردشگری و رونق ساخت و ساز) ایجاد شد که در اواخر سال ۲۰۰۱ دچار بحران اقتصادی شد. در مجموع، تقریباً ۱/۳ از سپرده‌های کشور برداشت و پنج مؤسسه مالی ورشکسته شدند.
به گفته بسیاری از منابع، اگر مقامات اروگوئه به درستی بر بانک‌های خود نظارت می‌کردند، این بحران بانکی قابل پیشگیری بود. بانک مرکزی اروگوئه برای نظارت به بانک‌های بین‌المللی اعتماد کرده بود که در پاسخگویی به بحران بسیار ملایم و کند عمل می‌کردند.